# Viknîne, Katerînopil
Viknîne (în ucraineană Вікнине) este localitatea de reședință a comunei Viknîne din raionul Katerînopil, regiunea Cerkasî, Ucraina.

## Demografie
Componența lingvistică a localității Viknîne
     Ucraineană (98,68%)
     Rusă (1,19%)
Conform recensământului din 2001, majoritatea populației localității Viknîne era vorbitoare de ucraineană (98,68%), existând în minoritate și vorbitori de rusă (1,19%).